# Promises Broken
"Promises Broken" é o sétimo episódio da décima primeira temporada da série de televisão de terror pós-apocalíptico The Walking Dead. O episódio foi escrito por Julia Ruchman e dirigido por Sharat Raju.
No episódio, Maggie (Lauren Cohan), Negan (Jeffrey Dean Morgan), Gabriel (Seth Gilliam) e Elijah (Okea Eme-Akwari) bolam um plano para se infiltrar em Meridian e pegar de volta os seus alimentos dos Ceifadores; Daryl (Norman Reedus) e Leah (Lynn Collins) encontram outro sobrevivente em uma missão de reconhecimento; e Eugene (Josh McDermitt), Ezekiel (Khary Payton) e Princesa (Paola Lázaro) trabalham por sua liberdade enquanto Yumiko (Eleanor Matsuura) tenta conseguir um encontro com a líder de Commonwealth.
O episódio foi recebido positivamente pela crítica.

## Enredo
Maggie (Lauren Cohan), Negan (Jeffrey Dean Morgan), Gabriel (Seth Gilliam) e Elijah (Okea Eme-Akwari), fugindo dos Ceifadores, tentam pensar em uma maneira de entrar no Meridian enquanto Negan insiste que a missão não vale a pena e que eles deveriam ir para casa. Maggie pressiona o grupo a seguir em frente, e Gabriel se recusa a ir para casa por ter falhado em sua missão. Negan promete ficar na condição de que ele e Maggie estariam quites a partir de então, e Maggie relutantemente concorda. Maggie teve a ideia de reunir uma horda de zumbis para atacar Meridian, e Negan ensina o grupo a se misturar com os zumbis com máscaras faciais e controlar rebanhos, lembrando-se de seu tempo como um Sussurrador, embora Maggie inicialmente tenha problemas. Durante uma conversa, Negan se recusa a se desculpar por matar Glenn e diz que só se arrepende de não ter matado todo o grupo de Rick quando teve a chance. Maggie está horrorizada, mas Negan insiste que a única maneira de convencê-la a confiar nele é se ele for totalmente honesto com ela, aconselhando Maggie a não hesitar em eliminar todos os Ceifadores. Mais tarde, Maggie admite a Elijah que Negan é útil, mas não sabe se pode cumprir sua promessa. Mais tarde, depois de reunir uma grande horda, Maggie e Elijah veem que a irmã deste último morreu e reanimada como um membro de sua horda.
Dois Ceifadores retornam a Meridian e informam Pope (Ritchie Coster) que eles não conseguiram encontrar o grupo de Maggie. Pope grita com seus subordinados por não conseguirem encontrar o grupo supostamente formado por dezenas de homens sob o comando de Maggie até que Leah (Lynn Collins) se coloque entre ele e os outros para assumir a culpa. Pooe com raiva ordena que Leah e Daryl (Norman Reedus) façam o reconhecimento novamente. Enquanto caminha sozinho, Daryl começa a perguntar a Leah sobre a história dos Ceifadores; Leah diz que eles levaram Meridian, justificando já que precisavam de um lugar para ficar, e que eles estão apenas caçando Maggie para que ela não tente se vingar. Leah confidencia a Daryl que vê Pope como uma figura paterna e que seu comportamento recente é incomum, mas Daryl não se convenceu. Os dois encontram um sobrevivente solitário, que promete estar sozinho e está procurando suprimentos para sua esposa doente. Leah pergunta a Pope o que fazer com ele pelo rádio, e Pope ordena que eles matem ele e sua família. O sobrevivente leva Leah e Daryl para seu esconderijo, onde sua esposa e filho estão doentes. Leah diz ao homem para sair com seu filho e nunca mais voltar, e ele obedece enquanto Daryl mata sua esposa por misericórdia. Leah diz a Daryl que contará a Pope que ele matou a família para melhorar sua posição. Daryl tenta dizer algo a Leah, mas eles são ordenados a voltar imediatamente para Meridian.
Em Commonwealth, Eugene (Josh McDermitt), Ezekiel (Khary Payton) e Princesa (Paola Lázaro) expulsam os zumbis de edifícios abandonados com Stephanie (Chelle Ramos) como punição por usar o rádio sem autorização. Stephanie promete que seu trabalho os levará à liberdade. Ezekiel, sofrendo de câncer de tireoide, luta para matar os zumbis por conta própria e Princesa o pressiona para ir ao hospital, com o que ele concorda. Quando ele retorna alguns dias depois, eles recebem uma nova tarefa para limpar os zumbis ao longo de um perímetro. Enquanto isso, Yumiko (Eleanor Matsuura) tenta agendar uma reunião com Pamela Milton, a líder de Commonwealth, mas não consegue fazê-lo tão rapidamente quanto gostaria devido à burocracia de Commonwealth. Seu irmão Tomi (Ian Anthony Dale) insiste que ela mantenha o conhecimento de que ele era um cirurgião em segredo, já que está feliz em seu novo emprego como padeiro, mas de repente ele é capturado pelas forças de Commonwealth. Lance Hornsby (Josh Hamilton) insiste com Yumiko que ela deve cumprir seus deveres como conselheira legal do gabinete da governadora Pamela Milton se seus amigos quiserem ser libertados do serviço comunitário, e sugere que um dia ela será incumbida de lhe fornecer um favor legal.
Eugene e Stephanie encontram Sebastian Milton e sua namorada Kayla sob ataque de zumbis, no entanto, quando salvam suas vidas, Sebastian fica ingrato e os acusa de arruinar seu encontro. Eugene discute com Sebastian enquanto um zumbi se aproxima e quase morde Kayla; Stephanie o mata, espirrando sangue em Kayla. A discussão aumenta e Eugene dá um soco em Sebastian por sua falta de gratidão. Mercer (Michael James Shaw) e Lance chegam ao local e rapidamente levam Eugene sob custódia após Sebastian acusa Eugene de atacá-lo e Eugene confessa ter dado um soco nele, por não saber que ele era filho de Pamela. Eugene é jogado na prisão, onde Lance ordena que ele revele a localização de Alexandria ou ele ficará na prisão.

## Recepção

### Crítica
Promises Broken recebeu críticas positivas. No Rotten Tomatoes, o episódio teve uma taxa de aprovação de 92%, com uma pontuação média de 7.10 de 10, com base em 12 avaliações. O consenso crítico do site diz: "Este capítulo de The Walking Dead não contém muitos chomp, mas efetivamente entrelaça segmentos díspares da trama de uma forma que promete uma grande recompensa em breve."
Ron Hogan para Den of Geek deu ao episódio 3 de 5 estrelas, escrevendo que: "É uma sensação de desprezo chamar 'Promises Broken' um episódio de mesa, mas é o que é." Hogan elogiou a química entre Reedus e Collins, mas sentiu que o episódio foi principalmente preparado para episódios futuros, e o episódio em si é apenas medíocre.

### Audiência
O episódio teve um total de 1.89 milhões de espectadores em sua exibição original na AMC na faixa de 18-49 anos de idade. Apresenta aumento de 0.11 pontos de audiência em relação ao episódio anterior.